# Felsőelefánt
Felsőelefánt (szlovákul Horné Lefantovce, németül Oberelefant) község Szlovákiában, a Nyitrai kerület Nyitrai járásában.

## Fekvése
Nyitrától 16 km-re északra, Alsóelefánttól 2 kilométernyire keletre fekszik. Nevének eredetére több elképzelés is létezik.

## Története
1113-ban említik először. Pálos kolostorát 1369-ben építették, a kolostort ekkor alapította a helybeli birtokos Elefánti Mihály. Egykor a pálosok tartományfőnöki székhelye, egyik legfontosabb központja. 1784-ben, a rend feloszlatásakor a gótikus-reneszánsz épület az Edelsheim-Gyulai grófok tulajdona lett, akik 1894-ben kastéllyá alakították át. Lakói főként mezőgazdasággal foglalkoztak.
Vályi András szerint "Alsó, és Felső Elefant. Elegyes faluk Nyitra Vármegyében, földes Ura a’ Religyiói kintstár, Gróf Forgách, és Báró Pongrácz Uraságok, és többek, lakosai katolikusok, nevezetét vette a’ híres néhai Elefant Nemzetségtöl mellynek KÁLMÁN Királytól ajándékoztatott. Felső Elefant felett lévő nevezetes Klastromok első Remete Szent Pál Szerzeteseinek Szent Jánosnak neveztetik, mivel keresztelő Sz. Jánosnak tiszteletére építette Elefánt Nemzetség, melly ottan Sz. Pál Szerzetét fundálta a’ tizennegyedik században. A’ régi Klastrom melly kő falakkal vala bé keritve, bízott maga erejéhez kisebb zendülésekben, és bátorságos lakást adott számos szerzetes Férfiaknak: megromladozván pedig idővel 1760dik esztendő tájban, rövid idő alatt roppant nagy Klastrom építtetett itten három emeletre a’ Templom két szárnya mellett, középen pedig rézzel fedett torony emeltetett. Az egész Templom ki rajzolt festésekkel, ’s három márvány oltárokkal ékesíttetett. E’ vólt Klastromnak, és Templomnak díszes a’ helyheztetése azért is, mivel a’ hegyek nyílásain Nyitra völgyére szép tekintete vagyon le a’ magosságról, háta megett pedig, és két oldalain magasra emelkedő hegyek, mint bástyák sűrű erdőkkel ruházkodtak, mellyekböl a’ Bánya Várasoktól le folyó patakok, a’ volt Klastrom előtt nagy munkával készült tóba zárattattak. Kezdette e’ jeles épületet 1760dikban Szabó Vincze; tökélletességre vitte Kardos Lukács úgy nevezett Elefanti Paulinus Priorok mint egy 1774ben. Bútsú járásai nevezetesek, ’s a’ földes Uraságnak temetkező Kriptája is nevezetesíti. Határja, ’s réttye igen jó, legelője elegendő, malma alkalmatos, fája tűzre, és épületre, szőlö hegye középszerű, piatzozása közel Nyitrán, első Osztálybéli."
Fényes Elek szerint "Felső-Elefánt, Nyitra vm. tót falu, 1/2 órányira Alsó-Elefánttól keletre, 560 kath., 52 zsidó lak., kath. paroch. templommal, 1369-ben egy paulinus-monostor alapittatott itt; melly idővel annyi sok jószágot kapott, hogy egész uradalom lett belőle. József császár halála után a religioi fundushoz kapcsoltatott."
A trianoni békeszerződésig Nyitra vármegye Nyitrai járásához tartozott.
1976-tól 2002-ig Lefantovce néven egyesült Alsóelefánttal.

## Népessége
| Év:            | 1994. | 2004.    | 2014.   | 2024.   |
| -------------- | ----- | -------- | ------- | ------- |
| Emberek száma: | 1434  | 948      | 892     | 844     |
| Eltérés:       |       | -33,89 % | -5,90 % | -5,38 % |

| Év:            | 2023. | 2024.   |
| -------------- | ----- | ------- |
| Emberek száma: | 839   | 844     |
| Eltérés:       |       | +0,59 % |

1880-ban 661 lakosából 18 magyar és 523 szlovák anyanyelvű volt.
1890-ben 678 lakosából 43 magyar és 566 szlovák anyanyelvű volt.
1900-ban 641 lakosából 25 magyar és 572 szlovák anyanyelvű volt.
1910-ben 616 lakosából 542 szlovák, 47 magyar, 23 német és 4 egyéb anyanyelvű volt.
1921-ben 745 lakosából 34 magyar és 698 csehszlovák volt.
1930-ban 801 lakosából 19 magyar és 759 csehszlovák volt.
1991-ben 1469 lakosából 1456 szlovák és 6 magyar volt.
2001-ben 1451 lakosából 1420 szlovák és 6 magyar volt.
2011-ben 903 lakosából 835 szlovák és 6 magyar volt.
2021-ben 861 lakosából 811 (+1) szlovák, 7 (+1) magyar, 7 (+3) egyéb és 36 ismeretlen nemzetiségű volt.

## Nevezetességei
- Dombon áll a középkori pálos kolostor kastéllyá alakított tömbje, körülötte kiterjedt angolpark található. A kolostor 1336-ban épült, 1774-ben barokk stílusban átalakították, majd 1894-ben kastéllyá építették át. Az Edelsheim-Gyulay család birtokolta 1945-ig. Ma tüdőszanatórium.
- A faluban egy halmon az 1618-ban épült volt Jezerniczky várkastély négy hengeres-saroktornyos tömbje áll.
- Határában, az erdő közepén áll az Edelsheim-Gyulai grófok 1883-ban épített klasszicista sírboltja.
- Római katolikus temploma 1810-ben épült klasszicista stílusban.
- Még két 19. század elején épített klasszicista kúria is áll a településen.

## Neves személyek
- Itt született 1791. április 14-én Bartakovics Béla egri érsek, az MTA tagja.
- Itt született 1856-ban Janits Imre királyi közjegyző, kormányfőtanácsos, országgyűlési képviselő.
- Itt hunyt el 1949-ben Mittuch József plébános.
- 1710-ben itt állt át a császáriak oldalára Ocskay László kuruc brigadéros. Később elfogták és a haditörvényszék ítélete alapján Érsekújvár piacán lefejezték.
- Itt, a kastélyban nevelkedett Edelsheim-Gyulai Ilona grófnő, Horthy Miklós kormányzó menye.
- A pálos kolostorban élt egy ideig Ányos Pál (1756–1784) költő, szerzetes.
- Itt szolgált Csepellényi György magyar pálos szerzetes, vértanú.
- Itt szolgált Tóth János kanonok.
- Itt szolgált Jozef Kološ esperesplébános, teológiai író.

## Külső hivatkozások
- Községinfó
- Felsőelefánt Szlovákia térképén
- Az általános iskola honlapja
- Felsőelefánt kastélyai (szlovákul)
- Szlovák nyelvű ismertető
- Az Új Szó cikke az Edelsheim-Gyulai sírbolt sorsáról
- E-obce.sk